# Kamalomyces indicus
Kamalomyces indicus är en svampart som beskrevs av R.K. Verma, N. Sharma & Soni 2008. Kamalomyces indicus ingår i släktet Kamalomyces, klassen Dothideomycetes, divisionen sporsäcksvampar och riket svampar.   Inga underarter finns listade i Catalogue of Life.